# Pszczelarstwo
Pszczelarstwo – rzemiosło (pierwotnie rolnicze) zajmujące się hodowlą pszczół, wywodzące się od bartnictwa. Odmiennym pojęciem jest pszczelnictwo, czyli nauka o pszczelarstwie.
Pszczoły utrzymywane są w ulach. Zbiór uli nazywany jest pasieką. W zależności od stosowanej gospodarki pasiecznej rozróżnia się pasieki stacjonarne i pasieki wędrowne. Pasieki wędrowne są przewożone w okresie wiosennym i letnim w miejsca zbierania pożytku i są jednym z podstawowych sposobów zapylania dużych upraw takich roślin jak rzepak czy gryka. Produkują miód
także ze spadzi (iglastej, liściastej).
Hodowla pszczół jest zajęciem wymagającym całorocznego nakładu pracy.
Rocznie pszczelarz może przeciętnie pozyskać od jednej rodziny ok. 8–10 kg miodu i ok. 1 kg wosku. Zapotrzebowanie rodziny pszczelej na pyłek: 30 kg, na miód: 90 kg.

## Historia pszczelarstwa
- III wiek p.n.e.

Zbieracze miodu na liczącym 6000 lat malowidle jaskiniowym (Hiszpania)

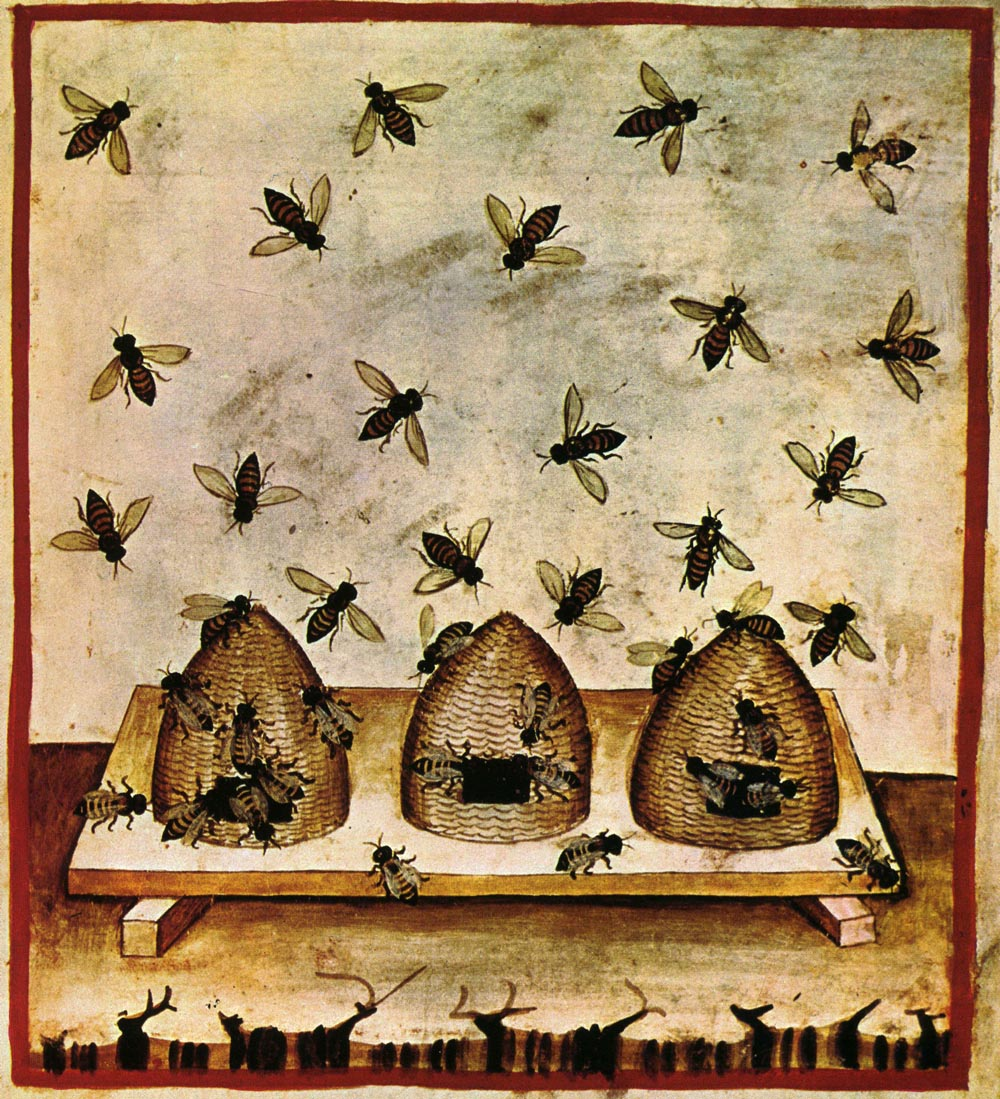
Pszczelarstwo w Tacuinum Sanitatis Casanatensis (XIV wiek)

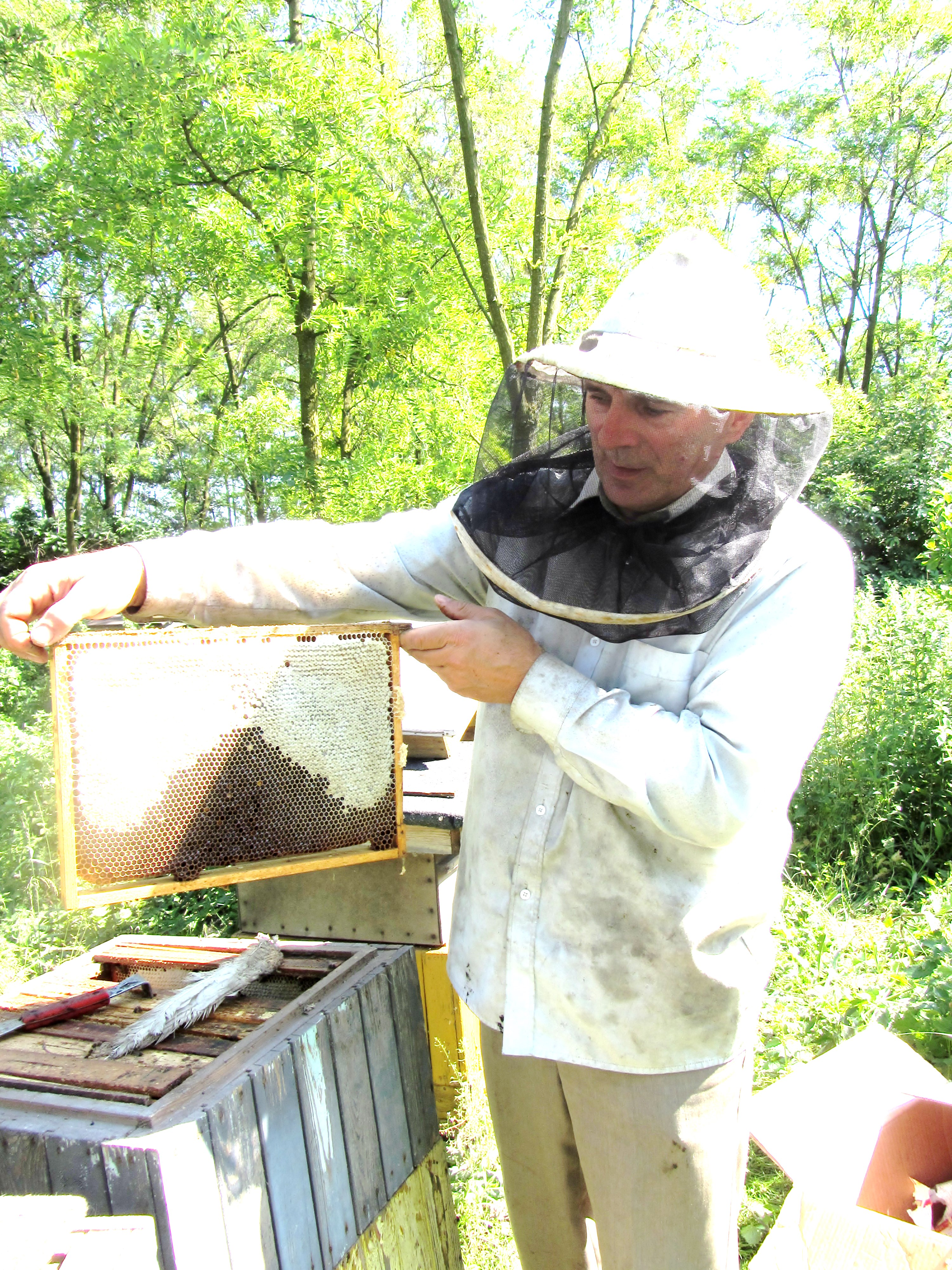
Pszczelarz podczas pracy przy ulu z ramką w rękach

  - Arystoteles pisał o pszczołach w Historia animalium
- I wiek p.n.e.
  - 37 do 29 – Wergiliusz przedstawił ówczesne pszczelarstwo w poemacie dydaktycznym na temat rolnictwa zatytułowanym Georgica[3]
- I wiek
  - po roku 65 – Columella opisał życie pszczół w dziele De re rustica (Rei rusticae libri duodecim)
- XVII wiek
  - 1614 – wydany zostaje pierwszy polski podręcznik hodowli pszczół – Nauka koło pasiek Walentego Kąckiego
- XVIII wiek
  - pszczoły zostały sprowadzone na kontynent amerykański i australijski
  - 1735–1770 – Linneusz w swoim dziele Systema Naturae dokonał klasyfikacji pszczół (Apis mellifera)
  - powstały pierwsze organizacje pszczelarskie
  - 1768 – Maria Teresa założyła w Wiedniu państwową Szkołę Pszczelarską
- XIX wiek
  - ok. 1845 – Jan Dzierżon opublikował zasady konstrukcji ula z ruchomymi ramkami
  - 1852 – Lorenzo Langstroth opatentował w Stanach Zjednoczonych ul swojej konstrukcji z ruchomymi ramkami
  - 1853 – August von Berlepsch skonstruował ul z ruchomymi ramkami
  - 1858 – Johannes Mehring wytworzył węzę z wosku pszczelego
  - 1865 – František Hruška zbudował wirówkę do miodu
  - Jan Dzierżon odkrył partenogenezę u pszczół
  - 1882 – Kazimierz Lewicki założył w Warszawie pierwsze Muzeum Pszczelnicze – placówkę dydaktyczną, oświatową, gospodarczą, która wykształciła kilka tysięcy pszczelarzy i ogrodników
- XX wiek
  - ok. 1970 – wystąpienie warrozy, choroby pszczół wywoływanej przez roztocza, przywleczonej z Azji
  - 1988 – mały chrząszcz ulowy, Aethina tumida, pochodzący z Afryki Południowej został przywleczony do pasiek w Stanach Zjednoczonych

## Współczesność
Obecnie pszczoła miodna zasiedla wszystkie ekosystemy występujące na świecie, oprócz biegunów i rejonów podbiegunowych, gdzie nie występują rośliny nektaro- i pyłkodajne. Szacuje się, że na świecie w pasiekach utrzymywanych jest ok. 100 mln rodzin pszczelich, a drugie tyle żyje w stanie dzikim. We współczesnej gospodarce człowieka pszczoła miodna, to przede wszystkim zapylacz roślin uprawnych, przyczyniający się do plonowania lub znacznego wzrostu plonowania uprawianych roślin owadopylnych. Ocenia się, że działalność zapylająca pszczoły miodnej przynosi roczny dochód rzędu 250 mld euro.

### Pszczelarstwo w Polsce
W Polsce liczba rodzin pszczelich w 2024 wynosiła 2,42 mln, a liczba pszczelarzy 99,2 tys. Wg raportu „Stan pszczelarstwa w Polsce w 2024 r.” opracowanego przez Piotra Semkiwa z Instytutu Ogrodnictwa - Zakład Pszczelnictwa w Puławach kondycja pszczelarstwa jest dobra ale problemy ekonomiczne wpływają na zmianę nastrojów w branży pszczelarskiej. Rozwój z tendencją spadkową jest spowodowany niską rentownością, trudnościami ze zbytem produktów z powodu silnej konkurencji tańszych produktów z zagranicy.